# Hayato Hashimoto
Hayato Hashimoto (japanisch 橋本 早十 Hashimoto Hayato; * 15. September 1981 in der Präfektur Fukui) ist ein ehemaliger japanischer Fußballspieler.

## Karriere
Hashimoto erlernte das Fußballspielen in der Schulmannschaft der Maruoka High School und der Universitätsmannschaft der Komazawa-Universität. Seinen ersten Vertrag unterschrieb er 2004 bei Omiya Ardija. Der Verein spielte in der zweithöchsten Liga des Landes, der J2 League. 2004 wurde er mit dem Verein Vizemeister der J2 League und stieg in die J1 League auf. Für den Verein absolvierte er 107 Erstligaspiele. Danach spielte er bei Chonburi FC und DRB-Hicom FC. Ende 2015 beendete er seine Karriere als Fußballspieler.